# Euphrasia vom Heiligsten Herzen Jesu

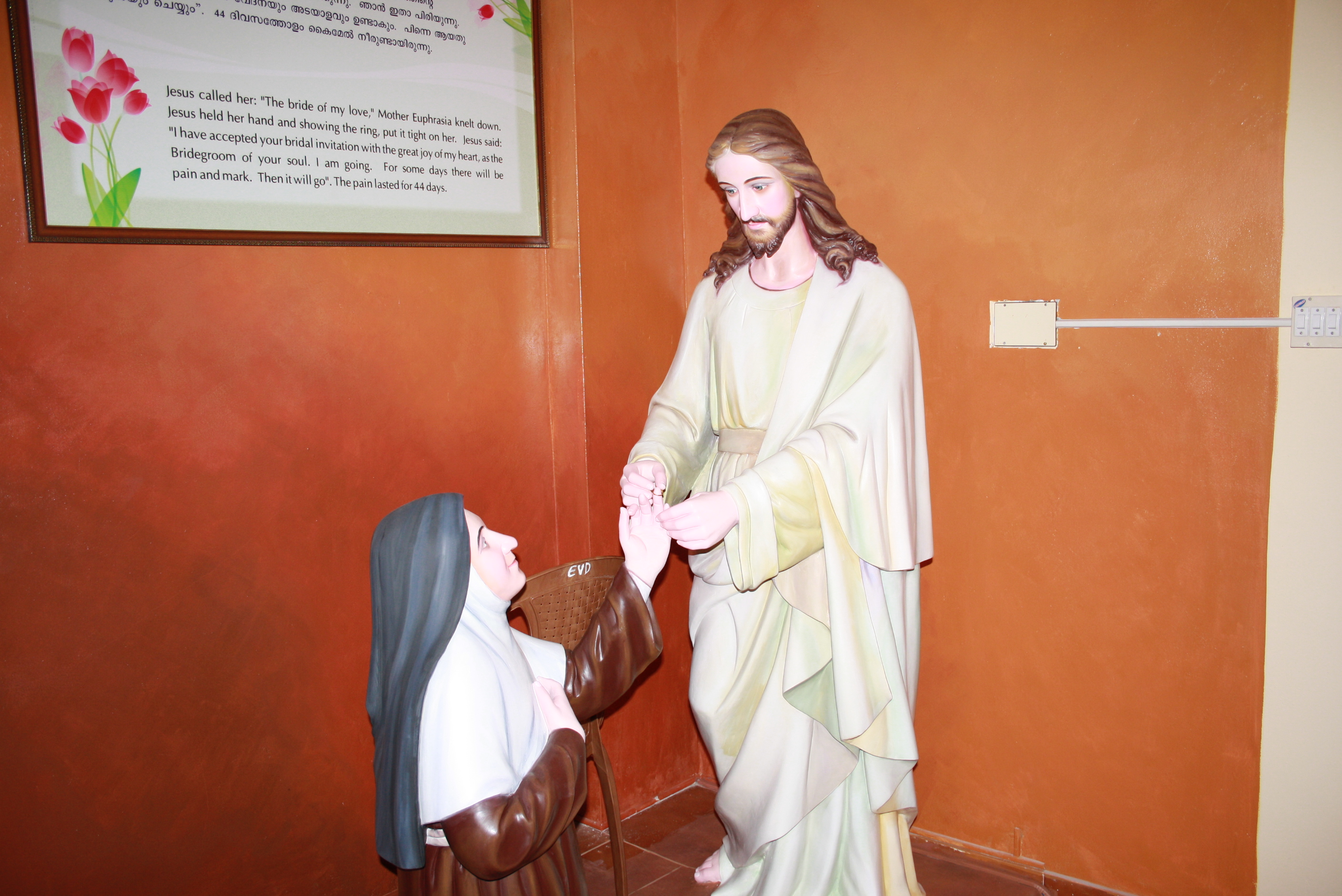
Statue Sr. Euprasias in der Kirche des Konvents der Unbeschuhten Karmelitinnen von Ollur

Euphrasia vom Heiligsten Herzen Jesu CMC (bürgerlich Rosa Eluvathingal) (* 7. Oktober 1877 im Dorf Edathuruthy, Gemeinde Kattoor (Bistum Irinjalakuda), Indien; † 29. August 1952 in Ollur, Kerala (Erzbistum Trichur), Indien) war eine indische Nonne und Mystikerin. Sie wird in der katholischen Kirche als Heilige verehrt.

## Leben
Rosa Eluvathingal entschloss sich nach einer Vision, Ordensfrau zu werden. Im Jahr 1897 trat sie bei den Schwestern der Congregation of Mother of Carmel in Koonammavu ein  Am 10. Januar 1898 wurde sie eingekleidet und erhielt den Ordensnamen Euphrasia vom Heiligsten Herzen Jesu.
Im Jahr 1900 wurde Sr. Euphrasia vom Ortsbischof in den neu gegründeten Konvent der Unbeschuhten Karmelitinnen in Ollur entsandt, wo sie von 1903 bis 1913 Novizenmeisterin war und von 1913 bis 1916 für eine Amtsperiode zur Priorin Priorin gewählt wurde. Ab 1916 hatte sie keine bedeutenden Ämter mehr und führte ansonsten ein Leben des immerwährenden Gebetes. Wegen ihrer Liebe zur  eucharistischen Anbetung wurde sie auch „Mutter Tabernakel“ genannt.

## Verehrung
Sr. Euphrasia vom Heiligsten Herzen Jesu wurde am 3. Dezember 2006 in Ollur seliggesprochen. Papst Franziskus sprach Sr. Euphrasia am  23. November 2014, dem Christkönigsfest, heilig. Ihr Gedenktag in der Liturgie ist der 29. August.